# توماس رودني
توماس رودني (بالإنجليزية: Thomas Rodney)‏ هو قاضي ومحامي أمريكي، ولد في 4 يونيو 1744 في مقاطعة كينت في الولايات المتحدة، وتوفي في 2 يناير 1811 في ناتشيز في الولايات المتحدة.